# Carlos Copello
Carlos Copello (Santiago del Estero, ca. ) es un destacado bailarín, milonguero y coreógrafo de tango argentino. Conocido mundialmente desde que integró el elenco del espectáculo Tango Argentino de Claudio Segovia y Héctor Orezzoli, a fines de la década de 1980, con su pareja de baile Alicia Monti. También integró los elencos de Forever Tango, Tango Pasión y Tango X2. Dirige la Tango Escuela Carlos Copello. Dirigió dos películas sobre tango, Tango fatal (2006) y Tango the seduction (2007) y actuado en otras varias.

## Biografía
Carlos Copello aprendió el baile de tango con milongueros famosos de la época de oro del tango, como Miguel Balmaceda y Nelly, Antonio Todaro, Gerardo Portalea y Pepito Avellaneda, su guía y gran maestro Nelson Ávila Estrella del arte popular argentino. En 1986 ganó un concurso nacional de baile de tango, y en 1988 debutó profesionalmente.[cita requerida]
Luego del éxito mundial alcanzado por Tango Argentino con los estrenos en París (1983) y sobre todo Broadway (1985), Claudio Segovia y Héctor Orezzoli, fue convocado, con su pareja de baile Alicia Monti, para integrar el elenco que recorrió el mundo hasta 1992, incluyendo las importantes presentaciones en Londres (1991) y Buenos Aires (1992).
Luego integraron los elencos de las presentaciones tangueras más destacadas, como Forever Tango, Tango Pasión y Tango X2.
En 1999/2000 volverían a integrar el elenco de Tango Argentino en Broadway, resultando la obra nominada para los Premios Tony, en la categoría Mejor Revival de un Musical.
En 1997 actuó en la película La lección de tango de Sally Potter, bailando con Alicia Monti, y en la multipremiada Happy Together de Wong Kar-Wai, donde baile tango con un joven gay en el Bar Sur de Buenos Aires. En 1998 actuó en Tango: the obssession de Adam Boucher.
En 2000 filmaron la serie de cuatro videos Learn to tango with Carlos and Alicia, dirigida por Adam Boucher. En 2002 integraron el elenco de 'Esquina Carlos Gardel Como Director Coreografico,'Sólo tango, The show, dirigido por Dolores de Amo.
En 2006 codirigió y diseñó la coreografía de la película Tango fatal, sobre la banda de sonido del álbum del mismo nombre compuesto en 2001 por Carlos Frenzetti, nominado a varios Premios Grammy y ganador del Grammy Latino
por Mejor Álbum de Tango. En 2007 dirigió la película en DVD, Tango The Seduction, formando nuevamente pareja con Alicia Monti. También en 2007 presentó El Rey del Tango en Broadway, espectáculo en el que bailó él, como El Rey del Tango, y su hijo Maxi Copello.
En 2011 volvió a integrar el elenco de Tango Argentino en la presentación realizada en el Obelisco de Buenos Aires, bailando el cuadro "Desde el alma" con Angie González. También integró el elenco su hijo Maxi Copello.
En la Actualidad es la Estrella y Figura del Espectáculo Rojo Tango en el Hotel Faena. Puerto Madero. Ya cumplió 8 años de Actuación en el Mismo Show

## Filmografía
- La lección de tango (1997) de Sally Potter
- Happy Together (1997) de Wong Kar-Wai
- Tango: the obssession (2008) de Adam Boucher
- Learn to tango with Carlos and Alicia (2000), dirigida por Adam Boucher.
- Tango fatal (2006), dirigida por él.
- Tango The seduction (2007), dirigida por él.